# Triplophysa altipinnis
Triplophysa altipinnis är en fiskart som beskrevs av Prokofiev 2003. Triplophysa altipinnis ingår i släktet Triplophysa och familjen grönlingsfiskar. Inga underarter finns listade i Catalogue of Life.